# Горски цар (роман)
Горски цар је дебитански роман српског књижевника Светолика Ранковића, објављен 1897. у Београду. У њему се приповеда живот сеоског младића Ђурице, који временом постаје хајдук и убица.
С обзиром на то да су сва збивања у овом роману окренута главном јунаку, жанровски се одређује као роман личности, а пошто су у њему осликана унутрашња стања јунака сматра се једним од првих психолошких романа српске књижевности. Са становишта историјске периодизације, Горски цар припада епоси реализма, тачније његовој последњој фази раслојавања.

## Радња
Ђурица је сиромашан сеоски момак и син покојног лопова, па самим тим од целог села од почетка означен као лош човек који не завређује нимало поштовања. Роман почиње тренутком када је први пут запажен:
„Први пут је сврнуо на себе пажњу села о крстоношама. Тада се управо и замомчио”.
Ђурица је био најснажнији и највиши међу момцима, због чега га Ча-Вујо подстиче да се замомчи, „јер гора плаче за таквим јунаком”. Иако то испрва одбија, Ђурица одлази у хајдуке онда када га Вујо уцени. Наиме, Вујо је подметнуо Ђурици украдене ствари и послао власти да га ухапсе, те Ђурици преостаје да бира између робије и слободе у гори. Тако Ђурица постаје горски цар.
Као хајдук, Ђурица је у почетку сметен јер је неискварен и неспреман да икоме науди. Прво убиство он чини готово несвесно и бранећи се, док је друго његово убиство убиство из освете. Он убија Ча-Вуја јер му је упропастио живот.
Напоредо са овим наративним током тече љубавни заплет између Ђурице и Станке, ратоборне девојке нимало налик на друге, традиционално васпитане девојке са села. Ђурица привлачи пажњу ове готово мушкобањасте девојке тек када постане хајдук, с обзиром на њену специфичну слику идеалног мушкарца као храброг човека и јунака. Истина је сасвим другачија јер се испод те велике физичке снаге и статуса хајдука крије слабић и кукавица. Он дотле чак није смео ни да погледа Станку, пред којом обара поглед попут какве девојке. Ранковић вешто дочарава Станкину лепоту управо неодређеношћу каква је она, будући да се не да сагледати:
„А беху два ока, две љуте гује, под чијим се севањем овај груби јуначина топио и постајао мекши и питомији од сваке девојке. Чудна беху та два ока. Из њих је севао такав понос и тако јасно сазнање своје надмоћности, да не беше момка који би осећао снаге и одважности да их слободно погледа. Још ниједан момак не могаше поуздано казати какве су очи у Станке Радоњића: црне или граорасте или, можда, зеленкасте... Ђурица их је само једном сагледао, кад оне не беху управљене на њега, и више их никад није смео погледати. Кад је Станка у колу, Ђурица се ретко хватао. Волео је да је посматра са стране, да уочи сваки њен покрет, сваку особину чуднога јој стаса. Кад би је опазио у пољу или у селу да му иде у сусрет, сврнуо би ма где, само да избегне онај поносити поглед, који уништава човека.”
Премда необично за једну патријархално васпитану девојку, Станка је верна сапутница Ђурици и његовим хајдучким друговима у гори, али не учествује са њима у похарама. По Митровдану, хајдучком растанку, Ђурица и Станка напуштају гору и беже од власти у град. Ту Ђурица мења свој однос према Станки, банчећи по кафанама са неморалним градским девојкама. Та Ђуричина издаја мотивише Станкину: она предаје Ђурицу властима, које трагају за злочинцем и убицом, па Ђурица бива осуђен на смрт.